# Mieruniszki
Mieruniszki (Duits Mierunsken, 1938-1945 Merunen) is een plaats in het Poolse woiwodschap Podlachië, in het district Suwalski. De plaats maakt deel uit van de landgemeente Filipów en telt 170 inwoners.